# Уэдраого, Клэр
Клэр Уэдраого — монахиня и активистка против калечащих операций на женских половых органах из Буркина-Фасо. Она стала президентом Ассоциации развития женщин Сонгманегре (Association féminine songmanegre pour le développement) и одним из послов мира своей страны. В марте 2020 года она получила Международную женскую премию за отвагу.

## Биография
Клэр выросла в христианской семье, совершавшей ежегодное паломничество. Она рано решила, что хочет жить христианской жизнью и в 2005 году изучала библию с хором новой церкви, когда наткнулась на стих о том, что люди не будут выходить замуж, а будут как ангелы после воскресения. Она решила, что это её призвание, и в 2006 году поехала в Того, чтобы провести там несколько недель с монахинями. Она стала монахиней 7 сентября 2013 года в Яунде в Камеруне, пробыв послушницей два года.

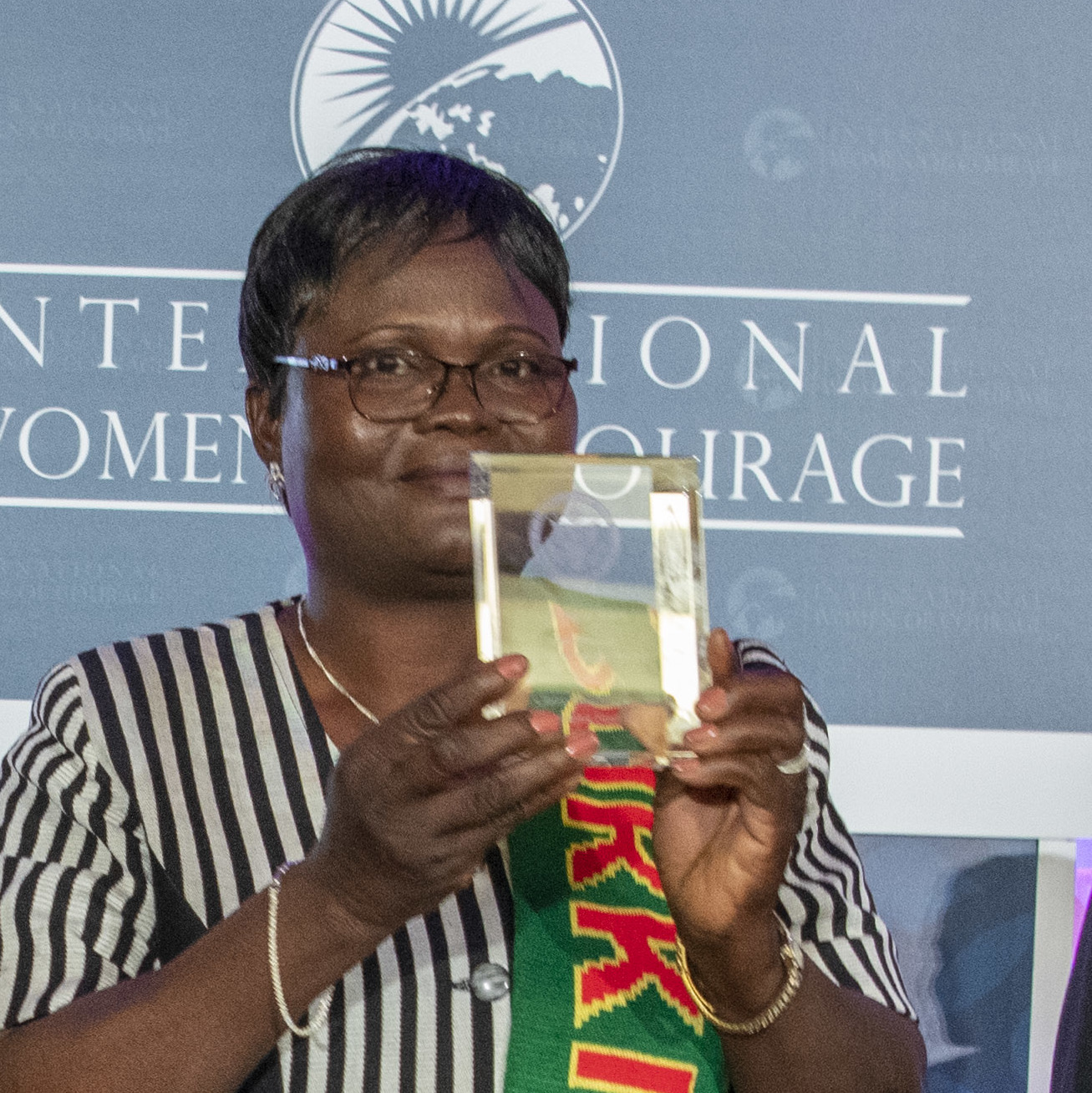
На церемонии награждения

Клэр стала президентом Ассоциации развития женщин Сонгманегре (Association féminine songmanegre pour le développement). Организация известна своей борьбой против «женского обрезания», группа также в целом поддерживает женщин с помощью, например, помощи с контрацепцией и микрокредитования.
В 2016 году премьер-министр Буркина-Фасо Поль Каба Тьеба отметил работу Клэр с женщинами сельской местности и назначил её послом мира. В соответствии с этим она продолжает свою работу даже в условиях угрозы террора, в частности, в провинции Бам.
4 марта 2020 года Клэр получила Международную женскую премию за отвагу.